# Ферфакс (округ, Вірджинія)
Шаблон:StateAbbr_ 38°50′ пн. ш. 77°17′ зх. д. / 38.83° пн. ш. 77.28° зх. д.
Округ Ферфакс (англ. Fairfax County) — округ (графство) у штаті Вірджинія, США. Ідентифікатор округу 51059.

## Історія
Округ утворений 1742 року.

## Демографія
За даними перепису 2000 року загальне населення округу становило 969749 осіб, зокрема міського населення було 955928, а сільського — 13821. Серед мешканців округу чоловіків було 481373, а жінок — 488376. В окрузі було 350714 домогосподарства, 250281 родин, які мешкали в 359411 будинках. Середній розмір родини становив 3,2.
Віковий розподіл населення поданий у таблиці:
| Стать    | До 15 років | 15-21 | 22-29 | 30-39 | 40-49 | 50-65 | 65-85 | Понад 85 |
| -------- | ----------- | ----- | ----- | ----- | ----- | ----- | ----- | -------- |
| Чоловіки | 106154      | 40593 | 53767 | 84036 | 82039 | 81477 | 31280 | 2027     |
| Жінки    | 100247      | 36861 | 51733 | 85794 | 87586 | 82644 | 38616 | 4895     |

## Суміжні округи
- Монтгомері — північ
- Арлінгтон — схід
- Місто Александрія — схід
- Місто Фолс-Черч — схід
- Графство принца Георга — схід
- Чарлз — південний схід
- Принс-Вільям — південний захід
- Лаудун — північний захід
- Місто Ферфакс — анклав

## Виноски
1. ↑  U.S. Decennial Census. United States Census Bureau. Архів оригіналу за 26 квітня 2015. Процитовано 2 січня 2014. {{cite web}}: Cite має пустий невідомий параметр: |df= (довідка)
2. ↑  Historical Census Browser. University of Virginia Library. Архів оригіналу за 11 серпня 2012. Процитовано 2 січня 2014.
3. ↑  Population of Counties by Decennial Census: 1900 to 1990. United States Census Bureau. Архів оригіналу за 15 грудня 2013. Процитовано 2 січня 2014.
4. ↑  Census 2000 PHC-T-4. Ranking Tables for Counties: 1990 and 2000 (PDF). United States Census Bureau. Архів оригіналу (PDF) за 18 грудня 2014. Процитовано 2 січня 2014.
5. ↑  American FactFinder. Бюро перепису населення США. Архів оригіналу за 26 лютого 2012. Процитовано 31 січня 2008. [Архівовано 2008-05-21 у Wayback Machine.]

| США | Це незавершена стаття з географії США. Ви можете допомогти проєкту, виправивши або дописавши її. |